# Міністр гендерної рівності (Швеція)
Міністр відповідає за питання гендерної рівності, народної освіти та політики для громадянського суспільства. Нинішній міністр з питань гендерної рівності є Оса Ліндхаген, призначена 21 січня 2019 року. 
| Ім'я              | Термін    | Політична партія          | Прем'єр-міністр    |
| ----------------- | --------- | ------------------------- | ------------------ |
| Улла Ліндстрем    | 1954–1966 | Соціал-демократи          | Таге Ерландер      |
| Камілла Однофф    | 1966–1973 | Соціал-демократи          | Таге Ерландер      |
| Камілла Однофф    | 1966–1973 | Соціал-демократи          | Олоф Пальме        |
| Анна-Грета Лейхон | 1973–1976 | Соціал-демократи          |                    |
|                   |           |                           |                    |
| Єва Вінтер        | 1978–1979 | Ліберальна народна партія | Ола Ульстен        |
| Карін Андерссон   | 1979–1982 | Партія Центру             | Турб'єрн Фелльдін  |
| Аніта Градін      | 1982–1986 | Соціал-демократи          | Олоф Пальме        |
|                   |           |                           |                    |
| Май-Ліс Лев       | 1989–1991 | Соціал-демократи          | Інгвар Карлссон    |
| Біргіт Фрігебу    | 1991–1993 | Ліберальна народна партія | Карл Більдт        |
| Бенгт Вестерберг  | 1993–1994 | Ліберальна народна партія | Карл Більдт        |
| Мона Салін        | 1994–1995 | Соціал-демократи          | Інгвар Карлссон    |
| Маріта Ульвскуг   | 1995–1996 | Соціал-демократи          | Інгвар Карлссон    |
| Ульріка Мессінг   | 1996–1998 | Соціал-демократи          | Йоран Перссон      |
| Маргарета Вінберг | 1998–2003 | Соціал-демократи          | Йоран Перссон      |
| Мона Салін        | 2003–2004 | Соціал-демократи          | Йоран Перссон      |
| Єнс Орбак         | 2004–2006 | Соціал-демократи          | Йоран Перссон      |
| Нямко Сабуні      | 2006–2013 | Ліберальна народна партія | Фредрік Райнфельдт |
| Марія Арнгольм    | 2013–2014 | Ліберальна народна партія | Фредрік Райнфельдт |
| Оса Регнер        | 2014–2018 | Соціал-демократи          | Стефан Левен       |
| Лена Галленгрен   | 2018–2019 | Соціал-демократи          | Стефан Левен       |
| Оса Ліндхаген     | 2019–     | Партія зелених            | Стефан Левен       |

## Історія міністерства
Офіс міністра ґендерної рівності перебуває під кількома різними міністерствами з моменту його заснування у 1954 році. 
| Міністерство                                      | Термін         |
| ------------------------------------------------- | -------------- |
| Міністерство внутрішніх справ                     | 1954–1973      |
| Міністерство зайнятості                           | 1973–1976      |
|                                                   |                |
| Міністерство зайнятості                           | 1978–1986      |
|                                                   |                |
| Міністерство зайнятості                           | 1989–1991      |
| Міністерство культури                             | 1991–1993 рр   |
| Міністерство охорони здоров'я та соціальних справ | 1993–1994 рр   |
| Офіс Прем'єр-міністра                             | 1994–1995 рр   |
| Міністерство цивільних справ                      | 1995–1996      |
| Міністерство зайнятості                           | 1996–1998      |
| Міністерство сільського господарства              | 1998–2003      |
| Міністерство юстиції                              | 2004–2006      |
| Міністерство інтеграції та гендерної рівності     | 2006–2010 роки |
| Міністерство освіти                               | 2010–2014 рр   |
| Міністерство охорони здоров'я та соціальних справ | 2014–2019 рр   |
| Міністерство зайнятості                           | 2019–          |